# Stefan Bär
Stefan Bär (* 14. September 1963 in Herbolzheim) ist seit 2012 Landrat des Landkreises Tuttlingen. Zuvor war er von 1994 bis 2012 Bürgermeister der Stadt Fridingen an der Donau.

## Ausbildung und Beruf
Bär ist im Ortsteil Heimbach der Gemeinde Teningen aufgewachsen. Nach dem Abitur am Gymnasium Kenzingen absolvierte er von 1984 bis 1986 bei der Stadt Emmendingen eine Ausbildung zum gehobenen Verwaltungsdienst, die er 1988 an der Fachhochschule Kehl als Diplom-Verwaltungswirt (FH) abschloss. Danach war er von 1988 bis 1990 stellvertretender Leiter des Hauptamtes der Stadt Neuenbürg und ab 1990 Hauptamtsleiter der Gemeinde Bodman-Ludwigshafen.

## Politische Karriere
Im Februar 1994 wurde Bär als einer von fünf Kandidaten im ersten Wahlgang zum Bürgermeister der Stadt Fridingen an der Donau gewählt. Am 15. März 2012 wurde er vom Kreistag im ersten Wahlgang mit 24 von 46 gültigen abgegebenen Stimmen zum Landrat des Landkreises Tuttlingen gewählt und konnte sich dabei gegen den Ersten Landesbeamten des Zollernalbkreises Matthias Frankenberg durchsetzen.
Am 30. Januar 2020 wurde Bär für eine zweite Amtszeit wiedergewählt.

## Weitere Ämter
In seiner Funktion als Landrat ist Bär auch Vorsitzender des Verwaltungsrats der Kreissparkasse Tuttlingen.

## Privates
Bär wohnt in Fridingen, ist verheiratet und hat zwei Kinder. Schon in seinem Heimatort Heimbach war er als Klarinettist beim örtlichen Musikverein engagiert und spielte Fußball im SV Heimbach. Heute ist er aktives Mitglied bei der Stadtkapelle Fridingen und spielt zeitweise in der AH-Fußball-Mannschaft des FC Bodman-Ludwigshafen.